# 千葉構内タクシー
千葉構内タクシー株式会社（ちばこうない - ）は、千葉県のタクシー事業者で、千葉構内タクシーグループの中心会社である。

## 概要
前身である千葉駅構内人力車組合を法人組織化し、1936年（昭和11年）に合資会社千葉駅構内タクシーとして改組して設立したことが始まりである。1995年（平成7年）に構内共同無線センターを吸収合併して現社名の千葉構内タクシーとなった。
東京四社、チェッカーキャブ（東京無線との業務統合に伴い提携解消）、神奈川都市交通等の近隣他地区とタクシーチケットの提携関係がある。

## グループ会社
全社千葉県内に所在する。
| 交通圏 | 交通圏 | 社名・営業所     | 社名・営業所     | 所在地             | 備考                       |
| ------ | ------ | ---------------- | ---------------- | ------------------ | -------------------------- |
| 千葉   | 千葉   | 千葉構内タクシー | 千葉構内タクシー | 千葉市中央区問屋町 |                            |
| 千葉   | 千葉   | 第一構内タクシー | 第一構内タクシー | 千葉市若葉区貝塚町 |                            |
| 京葉   | 京葉   | ハト交通         | ハト交通         | 船橋市滝台         |                            |
| 北総   | 北総   | 参光タクシー     | 本社営業所       | 成田市南平台       |                            |
| 北総   | 北総   | 参光タクシー     | 空港第一営業所   | 成田市駒井野       | 旧・エアポート交通         |
| 北総   | 北総   | 参光タクシー     | 空港第二営業所   | 成田市吉岡         | 旧・成田エアポートタクシー |
| 東総   | 東総   | 八日市場タクシー | 八日市場タクシー | 匝瑳市八日市場イ   |                            |

### 関連会社
- 総武三菱自動車販売株式会社（千葉県千葉市中央区問屋町）
- 吉田興業株式会社（千葉県千葉市中央区中央）
  - 観光事業部（旧・総武トラベルサービス、千葉県千葉市中央区中央）
- 株式会社ヨシダテンポラリー（千葉県千葉市中央区中央）